# المعتمدية (الجيزة)
قرية المعتمدية هي إحدى القرى التابعة لمركز كرداسة في محافظة الجيزة في جمهورية مصر العربية. حسب إحصاءات سنة 2006، بلغ إجمالي السكان في المعتمدية 39316 نسمة، منهم 19881 رجل و19435 امرأة.

## التاريخ
قرية المعتمدية من القرى القديمة، حيث ذكرها الأسعد بن مماتي في قوانين الدواوين وابن الجيعان في التحفة السنية ضمن أعمال الجيزية.